# Erich Mückenberger
Erich Mückenberger, né le 8 juin 1910 à Chemnitz et mort le 10 février 1998 à Berlin, est un homme politique est-allemand, membre du Politburo du Comité central du Parti socialiste unifié d'Allemagne, qui fut le parti dirigeant de la République démocratique allemande.

## Biographie
Après avoir fréquenté l'école primaire et intermédiaire, Mückenberger termine de 1924 à 1927 un apprentissage de serrurier. En 1924, il rejoint la jeunesse ouvrière socialiste (Sozialistische Arbeiterjugend) et en est chef de district district à Chemnitz. En 1927, il adhère au Parti social-démocrate d'Allemagne.
De 1927 à 1928, il fréquente l'école technique supérieure de l'industrie textile et travaille comme serrurier et tisserand jusqu'en 1930. Il est au chômage jusqu'en 1933, après quoi il est serrurier et régleur de machines.
À partir de 1933, il travaille illégalement à Chemnitz. Il est arrêté en août 1935 et envoyé au camp de concentration de Sachsenburg de novembre 1935 à août 1936. Après plusieurs procès, il est condamné à dix mois de prison pour haute trahison en 1938. En 1942, il est à nouveau arrêté et sert dans un bataillon punitif de la Wehrmacht, où il est blessé en janvier 1945. D'avril à août, il est prisonnier de guerre des Britanniques.
Après la fusion forcée du SPD et du KPD, Mückenberger est désormais membre du SED. En 1946, il suit les cours de l'école régionale du parti et dirige le district du SED à Chemnitz. En 1948, il fréquente l'école du parti « Karl Marx », mais est rappelé au bout de trois mois et devint premier secrétaire du comité exécutif du SED en Saxe. De 1949 à 1953, il est premier secrétaire de la direction régionale du SED en Thuringe et de la direction du district du SED à Erfurt.
Mückenberger est député de la Chambre du peuple de 1950 à 1989, de 1958 à 1963 membre de la commission de l'agriculture, des forêts et de l'alimentation et à partir de 1971 membre du Présidium et président du groupe parlementaire SED. Également de 1950 à 1989, il siège au Comité central et est candidat, à partir de 1958, au Politburo du Comité central du SED. Il est membre de l'Assemblée du district d'Erfurt de 1952 à 1954 et secrétaire du Comité central du SED de 1953 à 1961.
Dans les années 1960, il est secrétaire à l'Agriculture et est l'objet de sévères critiques dont il est sort indemne. De 1960 à 1961, il est à l'École du PCUS à Moscou. De 1971 à 1989, il succède à Hermann Matern comme président de la Commission centrale de contrôle du Parti au Comité central du SED. Il succède aussi à Lothar Bolz comme président de la Société pour l'amitié germano-soviétique (DSF) de 1978 jusqu'à sa démission en novembre 1989, et à partir de 1963, il est membre du Présidium de la Société de l'amitié.
Au cours de sa vie politique, Erich Mückenberger a participé en tant qu'orateur aux événements commémoratifs de la libération du camp de concentration de Buchenwald au Mémorial national de la RDA.
Le 8 novembre 1989, à la suite de l'effondrement de la RDA, Mückenberger démissionne avec l'ensemble du Politburo du Comité central. En janvier 1990, il est exclu du SED-PDS. Un procès pour homicide involontaire et coresponsabilité du régime frontalier de la RDA est abandonné en août 1996, car il est estimé ne pas être en état de comparaître.

## Distinctions
Mückenberger reçoit en 1957 l'ordre du Mérite patriotique (VVO) en or, en 1969 le Fermoir en ord du VVO et l'ordre de Karl-Marx en 1970 et 1985,

## Écrits
- Die politische Massenarbeit im Dorf und die nächsten Aufgaben der Landwirtschaft. Berlin 1954. (en allemand)
- Kommunisten werden im Kampf erzogen. Berlin 1980. (en allemand)
- Der Menschheit ein Leben in Frieden. Ausgewählte Reden und Aufsätze, Berlin 1985. (en allemand)